# Isthme vertébral
L'isthme vertébral est la colonne osseuse d'une vertèbre située entre les processus articulaires inférieur et supérieur des vertèbres dans le plan horizontal et entre les lames et les pédicules de l'arc vertébral dans le plan transversal.

## Aspect clinique
L'isthme vertébral peut être l'objet de fracture bilatérale en particulier au niveau de l'axis, mais également au niveau d'autres vertèbres dans la pratique de certains sports.
La perte de continuité osseuse à ce niveau est une spondylolyse et peut avoir plusieurs origines.